# 베가 계획

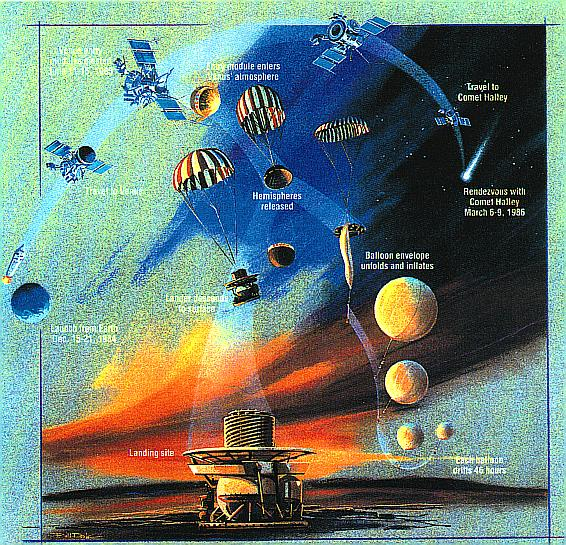
베가 계획의 설명

베가 계획 또는 베가 프로그램(러시아어: Вега, Vega program)은 1986년 혜성 1P/핼리의 출현을 활용한 일련의 금성 임무였다. 베가 1호와 베가 2호는 1984년 12월 소련, 오스트리아, 불가리아, 프랑스, 헝가리, 독일 민주 공화국, 폴란드, 체코슬로바키아, 독일 연방 공화국 간의 협력 노력으로 발사된 무인 우주선이었다. 이들은 금성을 조사하고 핼리 혜성을 비행하는 두 부분으로 구성된 임무를 수행했다.
핼리 혜성의 저공비행은 1981년 아메리칸 핼리 임무 취소에 이어 베네라 계획의 늦은 임무 변경이었다. 나중에 베네라 임무가 취소되고 베가 1 임무의 금성 부분이 축소되었다. 이로 인해 이 우주선은 베네라와 갈레이(각각 Венера 및 Галлей, "금성"과 "핼리"를 뜻하는 러시아어 단어)의 축약형인 베가(VeGa)로 지정되었다. 우주선 설계는 이전 베네라 9호 및 베네라 10호 임무를 기반으로 했다.
두 우주선은 각각 1984년 12월 15일과 21일에 발사되었다. 재지정된 이중 임무를 통해 베가 탐사선은 1985/1986년 근일점 동안 핼리 혜성을 연구한 우주 탐사선 그룹인 핼리 함대(Halley Armada)의 일부가 되었다.

## 같이 보기
- 파이어니어 금성 궤도선
- 베네라 계획